# Centropseustis
Centropseustis is een geslacht van vlinders van de familie van de grasmotten (Crambidae), uit de onderfamilie van de Glaphyriinae. De wetenschappelijke naam en de beschrijving van dit geslacht werden voor het eerst in 1890 gepubliceerd door Edward Meyrick. 
Dit geslacht is monotypisch, dat wil zeggen dat het maar één soort heeft namelijk Centropseustis astrapora Meyrick, 1890, die ook als typesoort is aangeduid.